# Redbridge (stanice metra v Londýně)
Redbridge je stanice metra v Londýně, otevřená 14. prosince 1947. Stanice je zbudována mezi křižovatkou silnic A406 a A12. Autobusové spojení zajišťují linky: 66, 145 a 366. Stanice se nachází v přepravní zóně 4 a leží na lince:
- Central Line mezi stanicemi Wanstead a Gants Hill.

| Rok  | Počet cestujících |
| ---- | ----------------- |
| 2011 | 2,63 mil.         |
| 2012 | 2,57 mil.         |
| 2013 | 2,67 mil.         |
| 2014 | 2,91 mil.         |